# Marco Clementi
Marco Clementi (Roma, 25 agosto 1965) è uno storico italiano.

## Biografia
Di padre italiano e madre ucraina (la sua famiglia è originaria di Jenakijeve, nel Donbass), si è formato a Roma e San Pietroburgo, specializzandosi poi in Repubblica Ceca, Austria, Ungheria, Stati Uniti d'America e Grecia. Dal 2004 ha collaborato a lungo con l'Associazione Memorial di San Pietroburgo (vincitrice del premio Nobel per la Pace nel 2022), del cui comitato scientifico è stato anche membro. È professore associato di Storia delle relazioni internazionali e Storia dell'Islam presso l'Università della Calabria.

## Opere
- Storia della comunità ebraica di Rodi (1912-1947), Roma, Tab Edizioni, 2022
- Marco Clementi, Paolo Persichetti e Elisa Santalena, Brigate rosse Dalle fabbriche alla «campagna di primavera». Vol. I, vol. 1, Derive Approdi, 2017,  p. 512, ISBN 9788865481776.
- Camicie nere sull'Acropoli. L'occupazione italiana in Grecia 1941-1943, Roma, DeriveApprodi, 2013
- L'alleato Stalin. L'ombra sovietica sull'Italia di Togliatti e De Gasperi, Milano, Rizzoli, 2011
- Cecoslovacchia, Storia d'Europa Vol. 8, Milano, Unicopli, 2007
- Storia del dissenso sovietico (1953-1991), Roma, Odradek, 2007
- Storia delle Brigate Rosse, Roma, Odradek, 2007
- Il diritto al dissenso. Il progetto costituzionale di Andrej Sacharov, Roma, Odradek, 2002
- La "Pazzia" di Aldo Moro, Roma, Odradek, 2001, Rizzoli, 2006, BUR, 2008
- Genealogia dell'Europa Orientale ovvero la Slavia eterodossa (X-XVI secolo), Cosenza, Periferia, 2001
- Ricchezza e povertà straniera nella Russia degli zar. La beneficenza italiana da Pietroburgo al Caucaso (1863-1922), Cosenza, Periferia, 2000
- Mikelandželo Pinto v Rossii, Sankt Peterburgskij Universitet, 1998

| Controllo di autorità | VIAF (EN) 88355836 · ISNI (EN) 0000 0001 1075 7961 · SBN TSAV448216 · ORCID (EN) 0000-0001-5023-7960 · LCCN (EN) no2001080947 · GND (DE) 1146450397 · BNF (FR) cb15978535t (data) · J9U (EN, HE) 987007432027705171 |